# ریش‌تراش
ریش‌تراش یا خودتراش گونه‌ای ابزار تیغ‌دار است که از آن برای تراشیدن موی بدن و معمولاً ریش و موهای زاید بدن استفاده می‌شود. نام «خودتراش» در زبان فارسی بیشتر به گونه دستی و ابتدایی این وسیله گفته می‌شود. گونه برقی آن ریش‌تراش برقی یا به‌اختصار «ریش‌تراش» گفته می‌شود. همچنین به آن «صورت‌تراش» هم گفته می‌شد.

## تاریخ
تاریخ استفاده از تیغ اصلاح به تمدن‌های عصر برنز برمی‌گردد. تیغ‌های این دوره معمولاً از برنز یا ابسیدین ساخته می‌شدند و شکل آن‌ها بیضوی بوده‌است.
100 هزار سال پیش:
انسان‌ها در ابتدا با کندن موهای صورت خود که بسیار دردآور بود شروع به اصلاح می‌کردند. این کار بخاطر بقا انجام می‌گرفت چون در دمای زیر صفر موی خیس صورت باعث سرمازدگی می‌شد.
40 هزار سال پیش:
انسان برای اصلاح  صورت از صدف‌های دریایی یا تکه سنگ‌های تیز استفاده کرد.
6 هزار سال پیش:
مصریان باستان موهای صورت خود را با کرم‌های مخصوص برداشته، سپس با نوعی سنگ آذرین مخصوص بر روی صورت خود می‌کشیدند و در آخر با نوعی تیغ آهنی ابتدایی ته ریش خود را می‌تراشیدند.
2300 سال پیش:
رومیان و یونانیان باستان با تاثر از اسکندر مقدونی که معتقد بود داشتن مو و ریش بلند نوعی نقطه ضعف در جنگ‌های تن به تن محسوب می‌شود،‌ به سربازان خود دستور دادند تا سر و صورت خود را بتراشند.

## انواع ریش‌تراش
ریش‌تراش‌ها به دو نوع ریش‌تراش‌های دستی مانند انواع ریش‌تراش‌های یک‌بارمصرف (ژیلت‌ها) و انواع ریش‌تراش‌های برقی تقسیم‌بندی می‌شوند. مزایای ریش‌تراش یک‌بارمصرف در از ته زدن و پوستی عاری از هر گونه مو می‌باشد و رشد مو فاصلهٔ زمانی زیادی را می‌طلبد. از مزایای ریش‌تراش‌های برقی سهولت در استفادهٔ آنهاست. ریش‌تراش‌های برقی امروزه جایگاه ویژه ای پیدا کرده‌اند و شرکت‌های مختلفی به تولید انواع آن می‌پردازند.
ریش تراش باتری ‌دار و شارژی یا سیمی
یکی از نکات مهم در خرید این ویژگی ماشین‌ های ریش تراش است. ریش تراش‌ ها با توجه به منبع تامین انرژی به سه دسته باتری‌ دار، شارژی یا سیمی تقسیم می ‌شوند. همانطور که مشخص است ریش تراش‌ های سیمی برای روشن شدن نیاز به پریز برق دارند اما در دو نوع باتری ‌دار و شارژی اینگونه نیست. اگر دائما در حال سفر هستید، ریش تراش باتری‌ دار و شارژی برای شما مناسب‌ تر خواهد بود. فراموش نکنید ریش‌ تراش ‌های باتری ‌دار و شارژی ضد آب نیز هستند که همین ویژگی موجب تمایز آنها نسبت به سیمی شده است.
ریش تراش خوب چه ویژگی‌هایی دارد؟
ریش تراش خوب قابلیت‌هایی مانند ضد آب بودن، تیغه‌های برنده، قابلیت استفاده به صورت خیس و غیره را دارد.
مهم‌ترین ویژگی های ماشین اصلاح کابردی و استاندارد
ماشین اصلاح خوب چی بخرم؟ برای این که یک ماشین اصلاح با کیفیت و کاربردی تهیه کنید موارد و نکاتی وجود دارد که باید آ‌نها را مد نظر بگیرید. در این بخش از مطلب به بررسی این موارد پرداختیم.
تفاوت اصلی ماشین اصلاح صفر زن و موزر چیست؟
تفاوت دو ماشین اصلاح صفر زن و موزر در سایز برش تیغه، اندازه شانه و قدرت موتور است. صفر زن برای اصلاح موی صورت و بدن و سایز برشی نزدیک به صفر است و موزر با سایز برش حداقل نیم سانت به بالا برای ته ریش و اصلاح موی سر است.

## نگارخانه

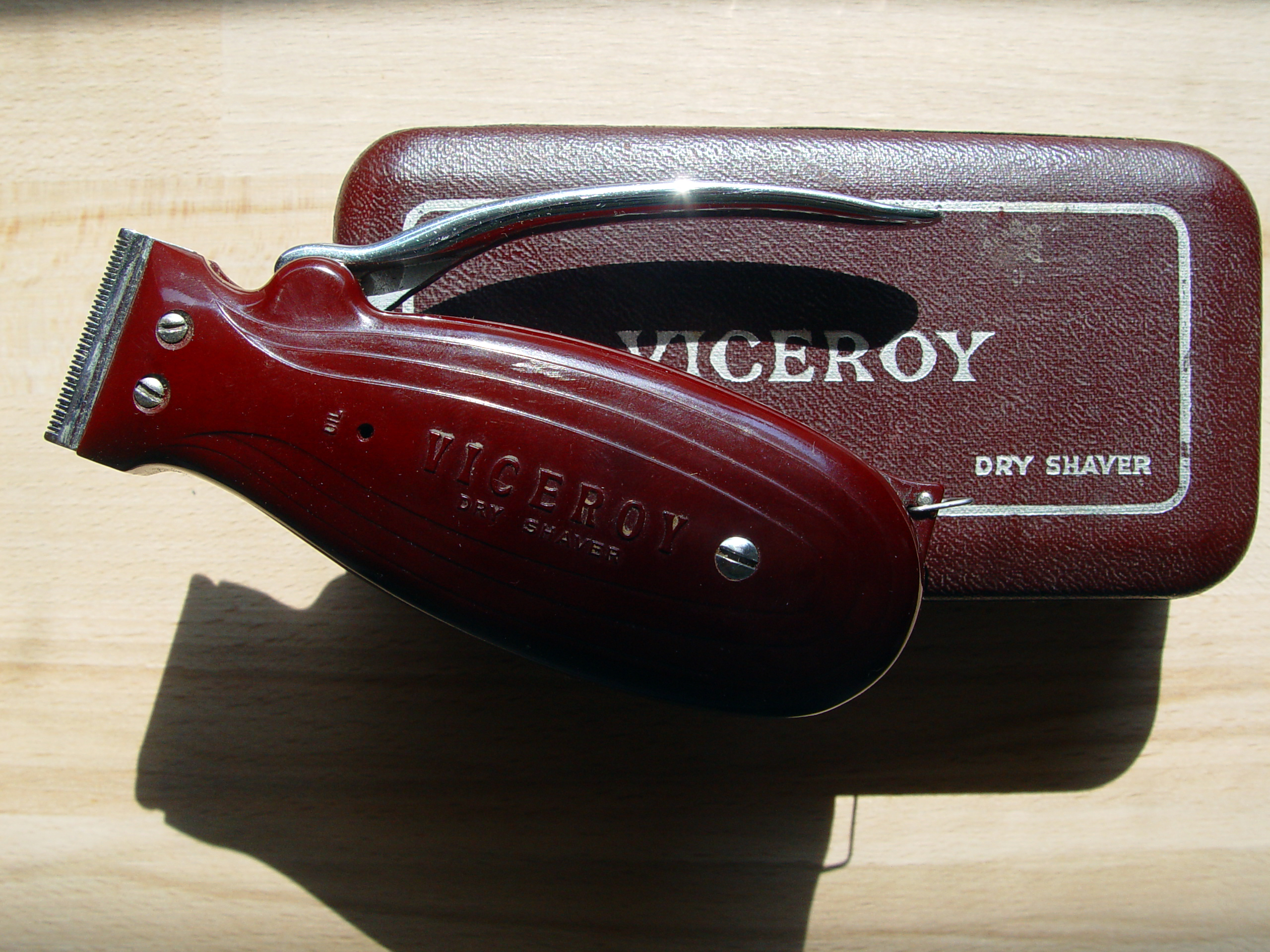
ریش تراش خشک Viceroy فنری ساخت شرکت Rolls Razor Ltd.
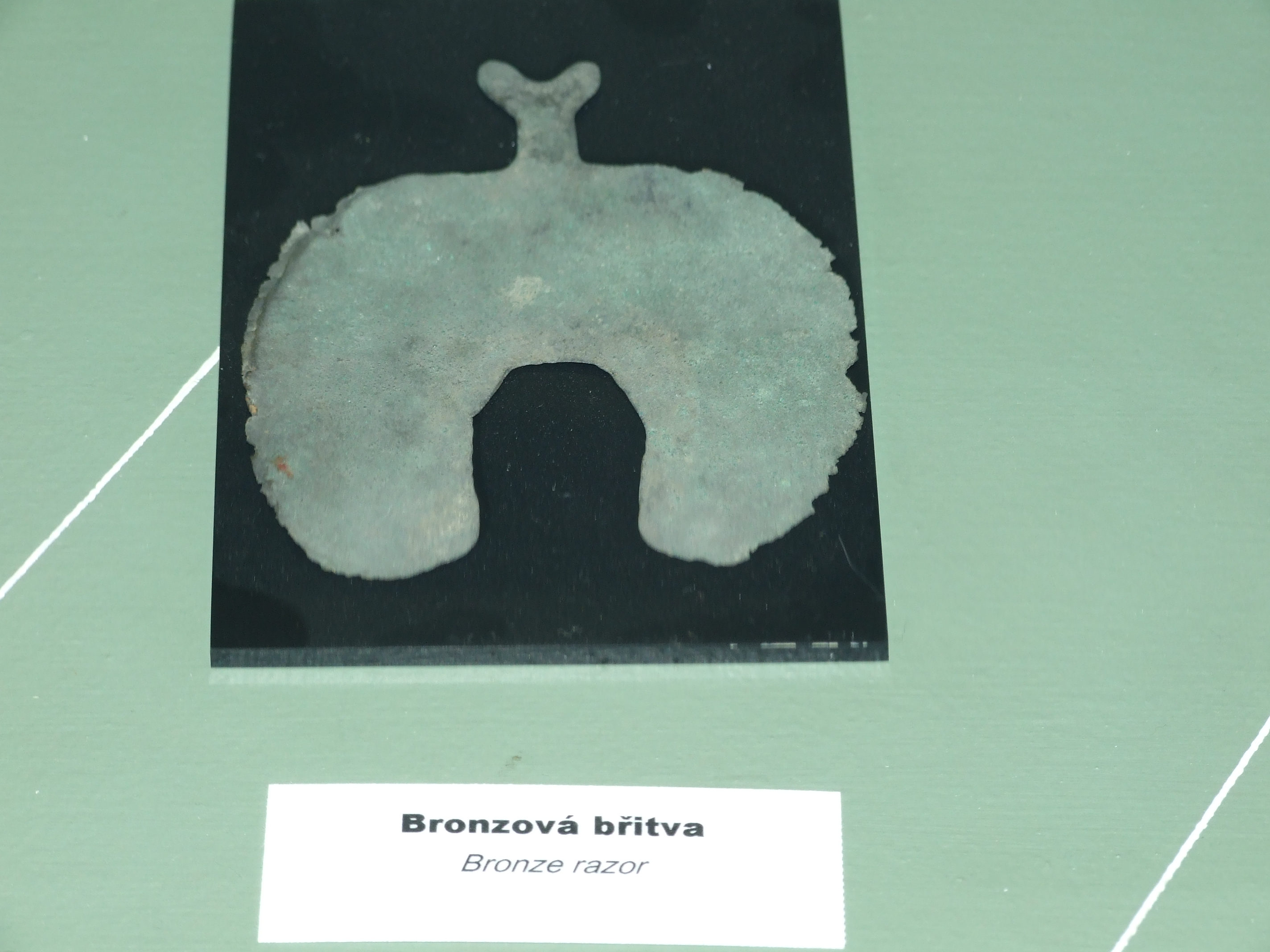
تیغ اصلاح مربوط به عصر برنز